# Józef Beluch-Beloński
Józef Beluch-Beloński (ur. 14 lutego 1897 w Przemyślu, zm. 1985) – polski polityk i działacz spółdzielczy.

## Życiorys
W dwudziestoleciu międzywojennym był aktywnym działaczem Polskiej Partii Socjalistycznej (PPS) w latach 1922–1939 piastując funkcję sekretarza, a następnie przewodniczącego miejskiego komitetu PPS w Przemyślu. Współpracował z tygodnikiem  „Głosu Przemyski”. Po wybuchu II wojny światowej został internowany na Węgrzech, skąd przedostał się do Francji, a następnie do Anglii. W latach 1941–1945 był przewodniczącym grupy PPS w Londynie, zaś od 1942 zasiadał również z ramienia PPS w Radzie Narodowej Rzeczypospolitej Polskiej. Do Polski wrócił w sierpniu 1945. Piastował między innymi funkcję prezesa Centralnego Komitetu Opieki Społecznej. Był również posłem na Sejm Ustawodawczy.